# ملا صالح ساوجی
ملاصالح بن ملا محمد محسن بن نظام‌الدین قرشی معروف به ملا صالح ساوجی از علمای اهل ایران در قرن دوازدهم هجری قمری بوده‌است.
وی از علمای امامیه عهد شاه سلطان حسین صفوی بوده‌است. پس از درگذشت جدش نظام‌الدین محمد، پدرش ملا محمدمحسن به جای او عهده‌دار امر تدریس در شاه‌عبدالعظیم در شهر ری شد و چون پدرش از دنیا رفت ملا صالح به جای او نشست و به تدریس مشغول شد.

## آثار
- الحدیده الحسینیه فی قطع لسان اعوان الامویه (عربی)
- المقمعه الحسینیه (ترجمه فارسی الحدیده الحسینیه)
- الدره العلویه فی‌الامامه (در اثبات حقانیت اثنی عشریه)